# Kultura Gniewu
Kultura Gniewu (pisane kultura gniewu) – wydawnictwo komiksowe założone w 2000 roku przez Jarosława Składanka w Warszawie.
Początkowo wydawnictwo skupiało się na polskich twórcach komiksowych z nurtu undergroundowego: Ryszard Dąbrowski, Dariusz „Pała” Palinowski, Krzysztof „Prosiak” Owedyk. W roku 2005 do redakcji Kultury Gniewu dołączyli Paweł Tarasiewicz i Szymon Holcman, teoretyk komiksowy i filmoznawca współpracujący wówczas z tygodnikiem Przekrój. Obecnie w katalogu wydawnictwa można znaleźć zarówno ambitne komiksy uznanych zagranicznych autorów, jak i albumy współczesnych polskich twórców.
W 2009, 2013 i 2021 wydawnictwo otrzymało nagrodę dla najlepszego polskiego wydawcy komiksów przyznawaną przez organizatorów Międzynarodowego Festiwalu Komiksu w Łodzi.

## Autorzy polscy
- Tadeusz Baranowski
- Daniel Chmielewski
- Ryszard Dąbrowski
- Jacek Frąś
- Paweł Garwol
- Krzysztof Gawronkiewicz
- Grzegorz Janusz
- Sławomir Jezierski
- Karol Kalinowski
- Alex Kłoś
- Jan Koza
- Tomasz Kuczma
- Tomasz Kwaśniewski
- Marek Lachowicz
- Roman Lipczyński
- Maciej Łazowski
- Adrian Madej
- January N. Misiak
- Tomasz Niewiadomski
- Agata „Endo” Nowicka
- Krzysztof Ostrowski
- Krzysztof „Prosiak” Owedyk
- Jerzy Ozga
- Dariusz „Pała” Palinowski
- Marcin Podolec
- Jakub Rebelka
- Maria Rostocka
- Michał Rostocki
- Dariusz Rzontkowski
- Przemysław "Surpiko" Surma
- Benedykt Szneider
- Michał „Śledziu” Śledziński
- Tomasz Tomaszewski
- Przemysław Truściński
- Marek Turek
- Agata Wawryniuk
- Robert Wyrzykowski

## Publikacje

### Albumy
- 3 przygody Sherlocka Bombla (2004)
- 5 to liczba doskonała (2008)
- Achtung Zelig! – Druga wojna (2004)
- Alieen (2007)
- Baby's in black (2012)
- Bajabongo (2008)
- Bajki Urłałckie – stare i nowe (2003)
- Bend (2006)
- Berlin – Miasto dymu (2011)
- Berlin – Miasto kamieni (2008)
- Bez komentarza (2009)
- Bez końca (2012)
- Bezdomne wampiry (2012)
- Black Hole (2007)
- Blaki. Paski (2008)
- Boska tragedia (2010)
- Cinema Panopticum (2006)
- Czasem (2011)
- Człowiek Paroovka. Gorące głowy (2012)
- Damskie dramaty (2005)
- David Boring (2009)
- Deszcz (2005)
- Dick4Dick – Harem Zordaxa (2009)
- Diefenbach (2002)
- Diefenbach – Zanim wzejdzie świt (2011)
- Doktor Bryan (2002)
- Doktor Bryan: Archipelag duszy (2005)
- Element Chaosu (2010)
- Erotyczne zwierzenia (2003)
- Exit (2006)
- Gang Wąsaczy – Ruchome piaski (2010)
- Ghost World (2006)
- Glinno (2004)
- Hmmarlowe i niedole Julitty (2009)
- Insekt (2007)
- Kapitan Sheer (2010)
- Kic Przystojniak (2003 wspólnie z Graficon)
- Kiki z Montparnasse'u (2012)
- Kobiety (2008)
- Komiks W-wa (2009)
- Kompot. Polsko-izraelski album komiksowy (2008)
- Kot Fritz (2007)
- Kroniki birmańskie (2008)
- Likwidator: Trylogia (2001)
- Louis na plaży (2009)
- Łauma (2009)
- Misja (2005)
- Możemy zostać przyjaciółmi (2008)
- Nerwolwer. Wypił o jedną lufę za dużo (2004)
- NeST (2012)
- Niczym aksamitna rękawica odlana z żelaza (2008)
- Niedoskonałości (2010)
- Niedźwiedź, kot i królik (2012)
- Niezwykłe przygody braci Kowalskich (2003)
- Numer 73304-23-4153-6-96-8 (2008)
- Osiedle Swoboda (integral) (2010)
- O zmroku (2005)
- Ósma czara. Genesis (2007)
- Pan Naturalny (2009)
- Pan Śmierć i dziewczyna (2007)
- Pjongjang (2006, II poprawione 2013)
- Piekło, niebo (2008)
- Pierwsza Brygada (2007)
- Pinokio (2010)
- Pixy (2005)
- Plastelina 2 (2004)
- Podgląd (2014)
- Popman Mix (2009)
- Projekt: Człowiek (2006)
- Prosiacek 1990-2010 (2010)
- Prosiacek X (2012)
- Przybysz (2009)
- Rany wylotowe (2010)
- Ratboy (2012)
- Ratman. O obrotach dział niebieskich... (2003)
- Redaktor Szwędak, czyli sztuka wywiadu (2003)
- Rozmówki polsko-angielskie (2012)
- Rycerze świętego Wita (2012)
- Safari na plaży (2010)
- Sala prób (2008)
- Samotność Rajdowca (2010)
- Siedem tygodni (2010)
- Szpinak Yukiko (2007)
- Śmiercionośni (2007)
- Trzy Cienie (2009)
- Trzy paradoksy (2008)
- Tymczasem (2012)
- Uzbrojony Ogród (2009)
- W cztery oczy (2010)
- Wartości rodzinne (2008-2010)
- Wszystko zajęte (2012)
- Wszystko źle (2007)
- Yorgi t.1 – Hipnagogiczny stan Yorgiego Adamsa (2012)
- Yorgi t.2 – Ucieczka z planety Vanish (2012)
- Zakazany owoc i bracia Kowalscy w jednym (2010)

### Antologie
- Chopin New Romantic (2010)
- I co dalej Kapitanie? (2002)
- Manga po polsku (2003)
- Wesoły finał (2002)
- Wszystko, co chcielibyście wiedzieć o piłce... (2006)

### Serie
- Berlin
- Blixa i Żorżeta
- Cierń w koronie
- Człowiek Parówka
- Doktor Bryan
- Ester i Klemens
- Klezmerzy
- Likwidator
- Na szybko spisane
- Plastelina
- Prociacek
- Redaktor Szwędak
- Saturator
- Wartości rodzinne
- Zakazany owoc